# Przyczyna Dolna
Przyczyna Dolna – wieś w Polsce położona w województwie lubuskim, w powiecie wschowskim, w gminie Wschowa.

## Historia
Miejscowość pierwotnie związana była z Dolnym Śląskiem oraz Wielkopolską. Ma metrykę średniowieczną i istnieje co najmniej od XIV wieku. Po raz pierwszy wymieniana w łacińskojęzycznym dokumencie z 1345 jako Nowa Pricz, 1367 Novi Przyczyn, 1404 Przedczyn Infrerior, 1404 Przetszyn Inferior, 1404 Przedczin Inferior, 1514 alia Priczina, 1514 Inferior Priczina, 1566 Inferior Przecznia!, 1579 Priczina Minor, 1944 Nieder Pritschen.
Miejscowość leżała w ziemi wschowskiej i była własnością szlachecką potem monarszą, a potem znowu szlachecką oraz miasta Wschowa. Początkowo należała do Macieja z Pannewitz przedstawiciela rodziny rycerskiej wywodzącej się z Górnych Łużyc, która osiadła na Dolnym Śląsku. W 1345 król Polski Kazimierz Wielki nadał mieszczanom wschowskim część wsi Przyczyna Dolna, która obejmowała 50 łanów. W 1367 należała do powiatu wschowskiego Zjednoczonego Królestwa Polskiego. W roku tym król Kazimierz Wielki zaświadczył w kolejnym dokumencie, że Tammo syn zmarłego Tammona z Schellendorf (obecnie Dzwonowo koło Środy Śląskiej) sprzedał braciom Gunterowi i Piotrowi z Falkenhain 30 łanów we wsi za 150 grzywien.
W 1404 król Polski Władysław Jagiełło potwierdził mieszczanom wschowskim posiadanie wsi Przyczyna Dolna, kupionej od Piotra Falkenhaina, wraz z młynem poruszającym piłę. W 1493 Anna Osowosieńska wdowa po Macieju Ekielu ze Wschowy pozwała Mikołaja Dłuskiego o zajęcie jej 1,5 łana w Przyczynie Dolnej, które podlegały prawu miejskiemu. W latach 1563–1579 wieś odnotowały regesty podatkowe. W 1563 oraz w 1566 odbył się pobór we wsi od 17 łanów. W 1579 miał miejsce kolejny pobór od 17 łanów, 1 zagrodnika z rolą, 54 zagrodników bez ról, 5 komorników z inwentarzem oraz od trzech ubogich wdów.
W wyniku II rozbioru Rzeczypospolitej w 1793, miejscowość przeszła w posiadanie Prus i jak cała Wielkopolska znalazła się w zaborze pruskim.
W latach 1954-1958 wieś należała do gromady Osowa Sień, po przeniesieniu siedziby i zmianie nazwy gromady, była siedzibą gromady Przyczyna Dolna. W latach 1973–1976 miejscowość była siedzibą gminy Przyczyna Dolna, po jej likwidacji w gminie Wschowa. W latach 1975–1998 miejscowość administracyjnie należała do województwa leszczyńskiego.

## Demografia
Według Narodowego Spisu Powszechnego Ludności i Mieszkań z 2011 roku liczba ludności to 467 osoby.